# Рока Империале
Ро̀ка Империа̀ле (на италиански: Rocca Imperiale) е малко градче и община в Южна Италия, провинция Козенца, регион Калабрия. Разположено е на 199 m надморска височина. Населението на общината е 3306 души (към 2012 г.).